# لازارو آلوارز
لازارو آلوارز (اسپانیایی: Lázaro Álvarez‎؛ زادهٔ ۲۸ ژانویهٔ ۱۹۹۱) بوکسور اهل کوبا است.